# John M. Gillette
John Morris Gillette (* 9. August 1866 in der Nähe von Maryville, Missouri; † 24. September 1949 in Grand Forks) war ein US-amerikanischer Theologe und Soziologe.
Gillette erwarb 1895 den akademischen Grad des M.A. an der Princeton University und promovierte 1899 an der University of Chicago. Nach der Ordination in der Presbyterianischen Kirche war er Prediger in Dodge City in Kansas und Lehrer in Chadron, Nebraska, Jacksonville (Illinois) und Valley City (North Dakota). Von 1907 bis zu seiner Emeritierung 1948 lehrte er als Professor für Soziologie an der University of North Dakota. 1928 war er Präsident der American Sociological Society.
Gillette gilt als einer der Begründer und bedeutenden Vertreter der amerikanischen Landsoziologie (rural sociology).

## Schriften (Auswahl)
- Constructive Rural Sociology (1910).
- Rural Sociology (1922, 1926).